# Kash Qalmān-e Bālā
Kash Qalmān-e Bālā (persiska: کش قلمان بالا) är en ort i Iran.   Den ligger i provinsen Hormozgan, i den sydöstra delen av landet, 1 100 km sydost om huvudstaden Teheran. Kash Qalmān-e Bālā ligger 14 meter över havet och antalet invånare är 460.
Terrängen runt Kash Qalmān-e Bālā är mycket platt.Runt Kash Qalmān-e Bālā är det ganska glesbefolkat, med 25 invånare per kvadratkilometer. Närmaste större samhälle är Mīnāb, 13,7 km nordost om Kash Qalmān-e Bālā. Trakten runt Kash Qalmān-e Bālā är ofruktbar med lite eller ingen växtlighet.